# Kristallkopf (Schobergruppe)
Kristallkopf är en bergstopp i Österrike.   Den ligger i förbundslandet Kärnten, i den centrala delen av landet, 300 km sydväst om huvudstaden Wien. Toppen på Kristallkopf är 3 160 meter över havet, eller 105 meter över den omgivande terrängen. Bredden vid basen är 0,42 km.
Terrängen runt Kristallkopf är huvudsakligen bergig, men den allra närmaste omgivningen är kuperad. Närmaste större samhälle är Matrei in Osttirol, 15,3 km väster om Kristallkopf. 
Trakten runt Kristallkopf består i huvudsak av gräsmarker. Runt Kristallkopf är det ganska glesbefolkat, med 27 invånare per kvadratkilometer.